# Суп из бычьих хвостов

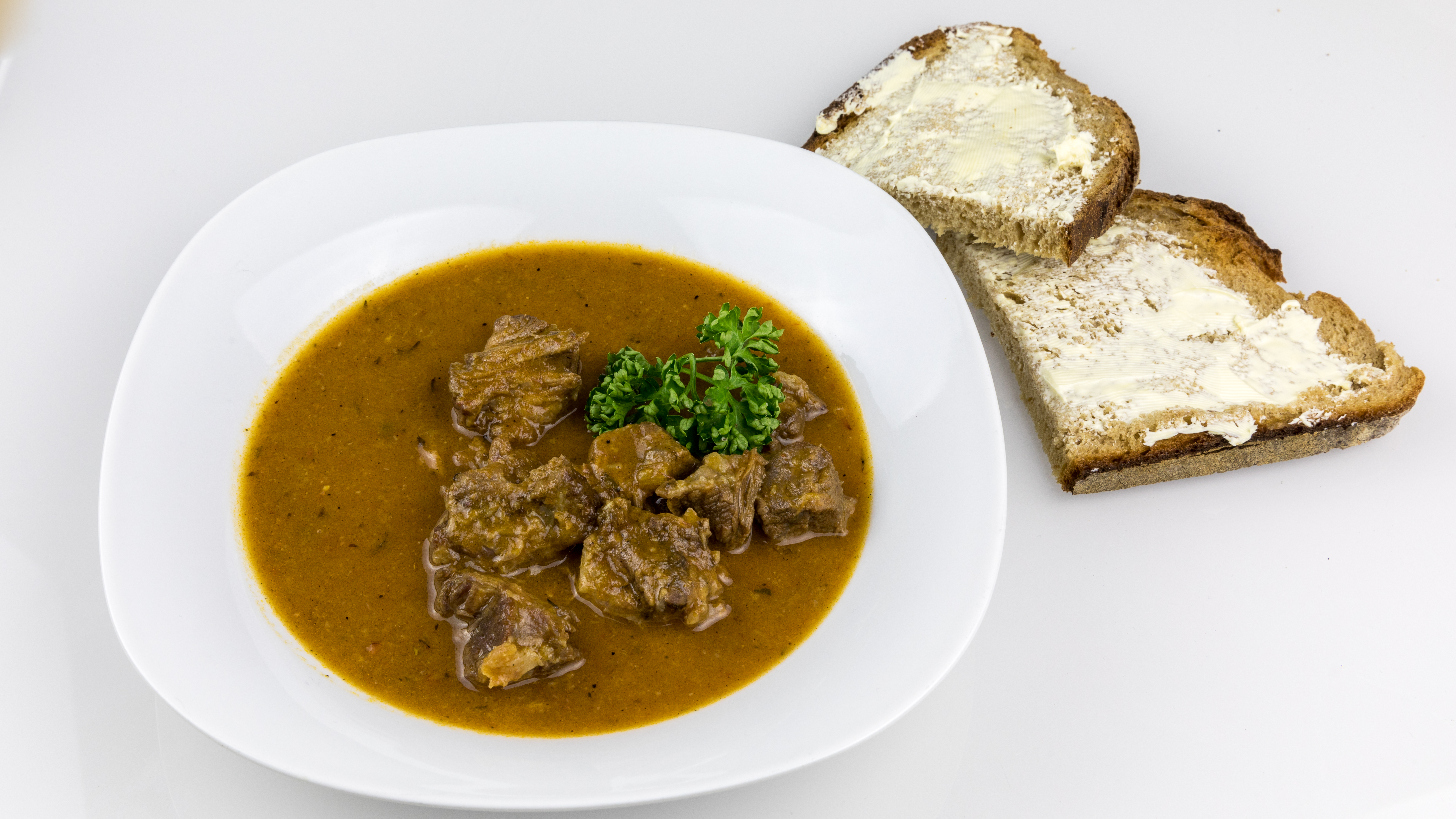
Суп из бычьих хвостов с кусочками хлеба

Суп из бычьих хвостов (англ. oxtail soup) — суп, приготовленный на бульоне или подливе из бычьих или говяжьих хвостов. При этом, в ряде случаев могут быть использованы хвосты от других животных, кроме быков. Существует мнение, что суп из бычьих хвостов был изобретен в лондонском районе Спиталфилдс в XVII веке французскими гугенотами и фламандскими иммигрантами.
Существуют различные национальные версии супа из бычьего хвоста: английский, французский, американский, корейский, китайский. В европейской кухне есть несколько классических вариантов: французские Consommé de queues de bœuf и Potage lie de queues de bœuf; а также английский суп из бычьих хвостов. В ходе приготовления супа, хвосты сразу отваривают в воде либо предварительно обжаривают (как вариант, на гриле).

## Французские варианты
Консоме из бычьего хвоста (фр. Consommé de queues de bœuf ): кусочки мяса из бычьего хвоста и приготовленные корнеплоды в осветленном консоме с травами и хересом.
Потаж из бычьего хвоста (фр. Potage lie de queues de bœuf): суп из прозрачного бульона на основе бычьего хвоста, загущенный обжаренной с мясом мукой и корнеплодами, приправленный мадерой или хересом.

## Английский вариант
Английский суп из бычьих хвостов (Ox tail soup) — густой, сытный суп, похожий на подливку или соус, популярный в Соединенном Королевстве с XVIII века.
Обычно содержит прозрачный бульон из бычьего хвоста, томатной пасты и красного вина.
Также есть варианты, в которых, помимо прочего, добавлено английское чёрное пиво и каштаны. Суп также часто обезжиривают и осветляют, овощи и суп протирают. Мясо обычно отделяют от кости и режут на мелкие кусочки.
Элиза Актон, английский повар, написавшая одну из первых английских кулинарных книг «Современная семейная кулинария» (1845), описала приготовление классического супа из британских бычьих хвостов.
В классическом рецепте бычий хвост не режется и после очистки его не обжигают, а только вымачивают, а затем целиком отваривают в воде. Только после того, как через несколько часов хвост станет мягким, его удаляют и разделяют, затем куски с костями подвергают дальнейшей варке до тех пор, пока соединительная ткань не загустеет и мясо не будет легко отделяться от кости. Затем суп перемешивают с рисовой мукой или марантовой мукой и приправляют. Она отмечает, что вкус супа можно улучшить, добавив немного ветчины или костей ветчины.

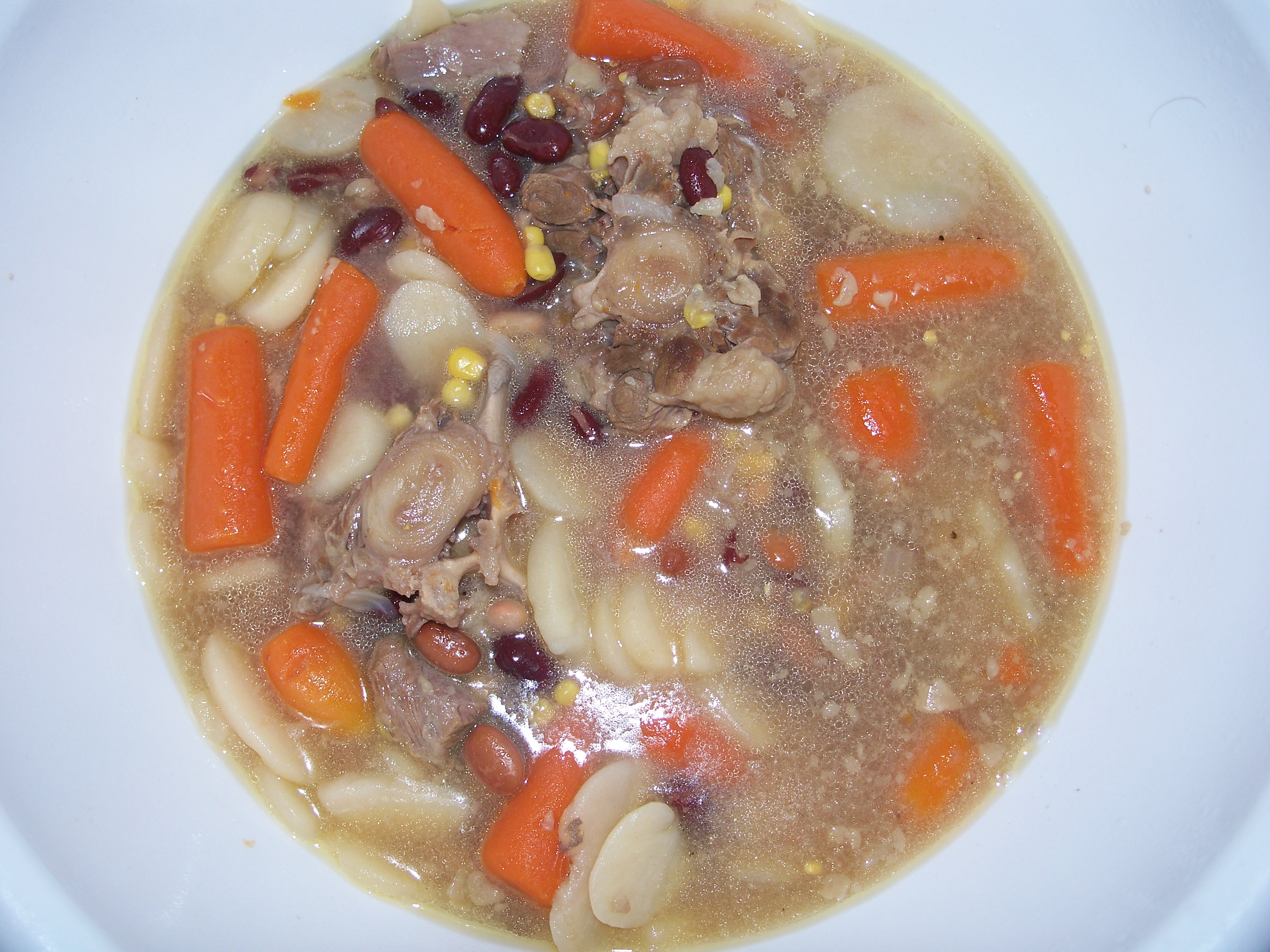
Южный суп из бычьих хвостов

## Американский вариант
Этническое блюдо американского юга, происхождение которого восходит к дореволюционной военной эпохе. Креольский суп из бычьих хвостов готовится на томатной основе с добавлением бычьих хвостов, картофеля, стручковой фасоли, кукурузы, мирпуа, чеснока, зелени и специй.

## Немецкий вариант
В Германии есть множество вариаций супа из бычьих хвостов или Ochsenschwanzsuppe, обычно включающих в список ингредиентов бычий хвост, корнеплоды, травы, а также херес или мадеру.

## Китайский суп из бычьих хвостов
Хотя буквально блюдо переводится как «суп из бычьих хвостов» (牛尾 汤Niúwěi tāng), эта версия представляет собой нечто среднее между супом и тушеным мясом. Одной из определяющих характеристик китайского супа из бычьего хвоста является то, что он содержит большую массу твердых ингредиентов, а не ингредиентов, нарезанных кубиками или перетёртых, как это обычно бывает с китайским супом. Кусочки бычьего хвоста, картофеля, моркови, капусты, помидоров и грибов смешивают с водой и солят по вкусу. Смесь следует нагреть при медленном кипении, чтобы дать ингредиентам время раскрыть свой аромат. В частности, помидоры и картофель должны сильно раствориться в воде, придав бульону красновато-оранжевый цвет и загустив его. Сычуаньский вариант супа готовят с арахисом, финиками, имбирём и апельсиновой цедрой.

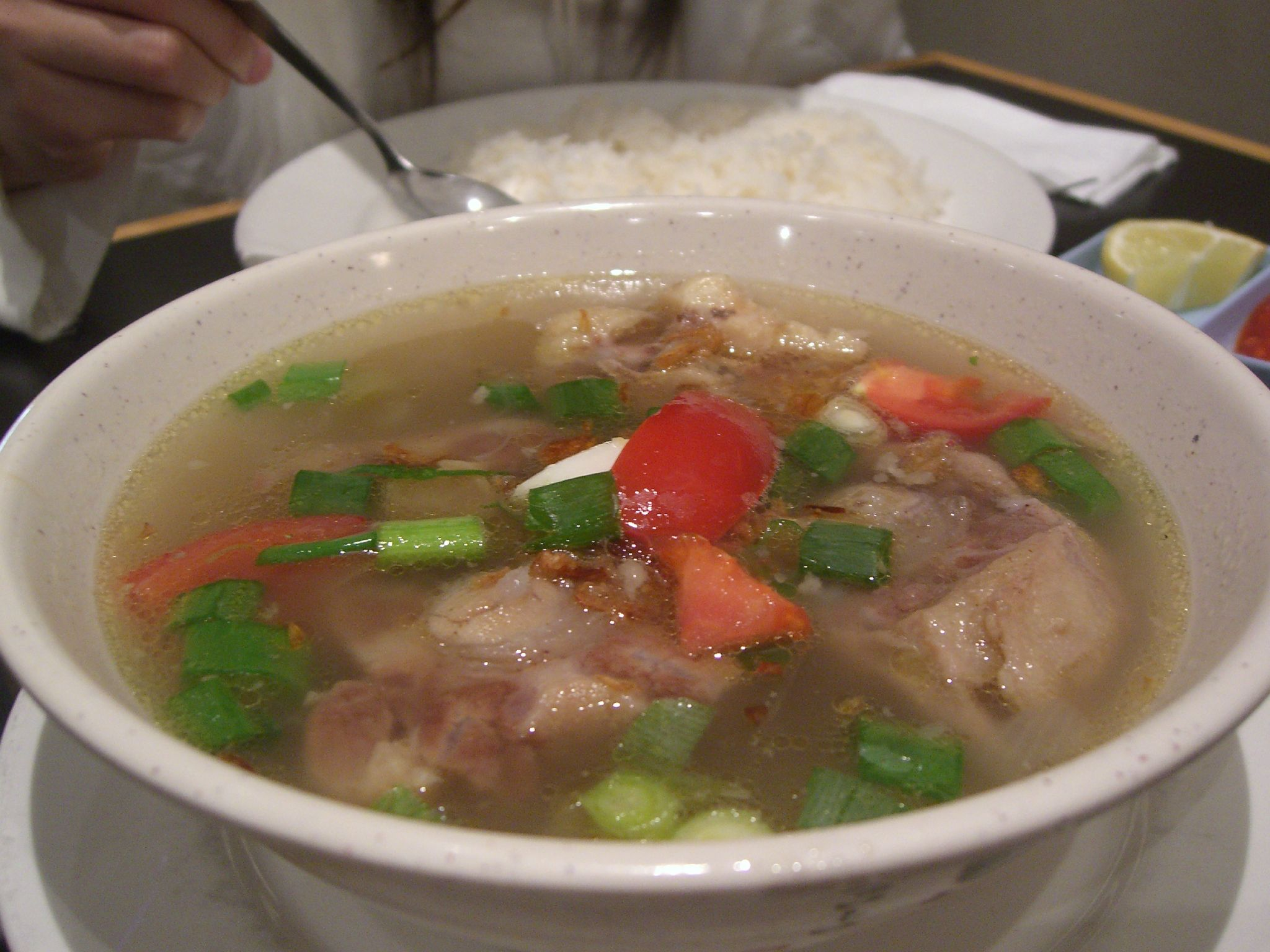
Индонезийский sop buntut

## Индонезийский суп из бычьих хвостов
В индонезийской кухне популярным блюдом является суп из бычьих хвостов (sop buntut). Он готовится из кусочков жареного или приготовленного на гриле бычьего хвоста, подается с овощами в густом, но прозрачном говяжьем бульоне. В его состав входят отварной картофель, морковь, помидоры, лук-порей, сельдерей, жареный лук-шалот и сушеные черные грибы. Индонезийский суп-бунтут приправлен луком-шалотом, чесноком и местными специями, такими как чёрный перец, мускатный орех и гвоздика . Относительно новый вариант называется sop buntut goreng (суп с жареным хвостом), где бычий хвост приправляют, жарят и подают в сухом виде; суп подается в отдельной посуде. Блюдо обычно едят с рисом и сопровождают самбалом, сладким соевым соусом и соком лайма. Некоторые рестораны специализируются на супе из бычьих хвостов, в том числе знаменитое кафе Bogor в отеле Borobudur в центре Джакарты.

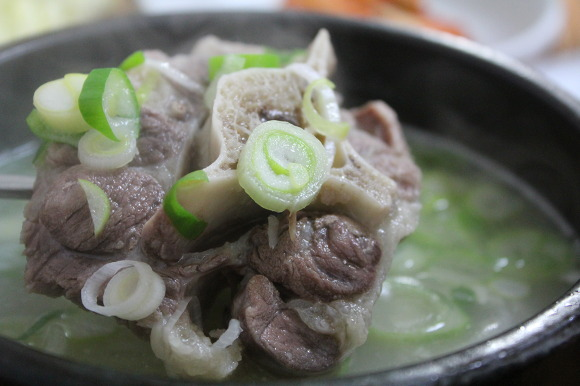
Корейский kkori-gomtang

## Корейский суп из бычьих хвостов
Называемый kkori-gomtang (꼬리 곰탕), представляет собой разновидность гомгука (супа из говяжьей кости). В просторечии он известен как «костный суп». Бульон готовится из сырого бычьего хвоста, чеснока, соли, чёрного перца, зелёного лука и других типичных корейских ингредиентов. Суп необходимо варить на медленном огне несколько часов, чтобы образовался бульон и мясо стало мягким. В течение этого времени слой жира необходимо регулярно снимать с поверхности кастрюли и выбрасывать. Конечный результат — наваристый говяжий бульон с чесночным вкусом и кусочками мягкого мяса.

## Консервированный суп

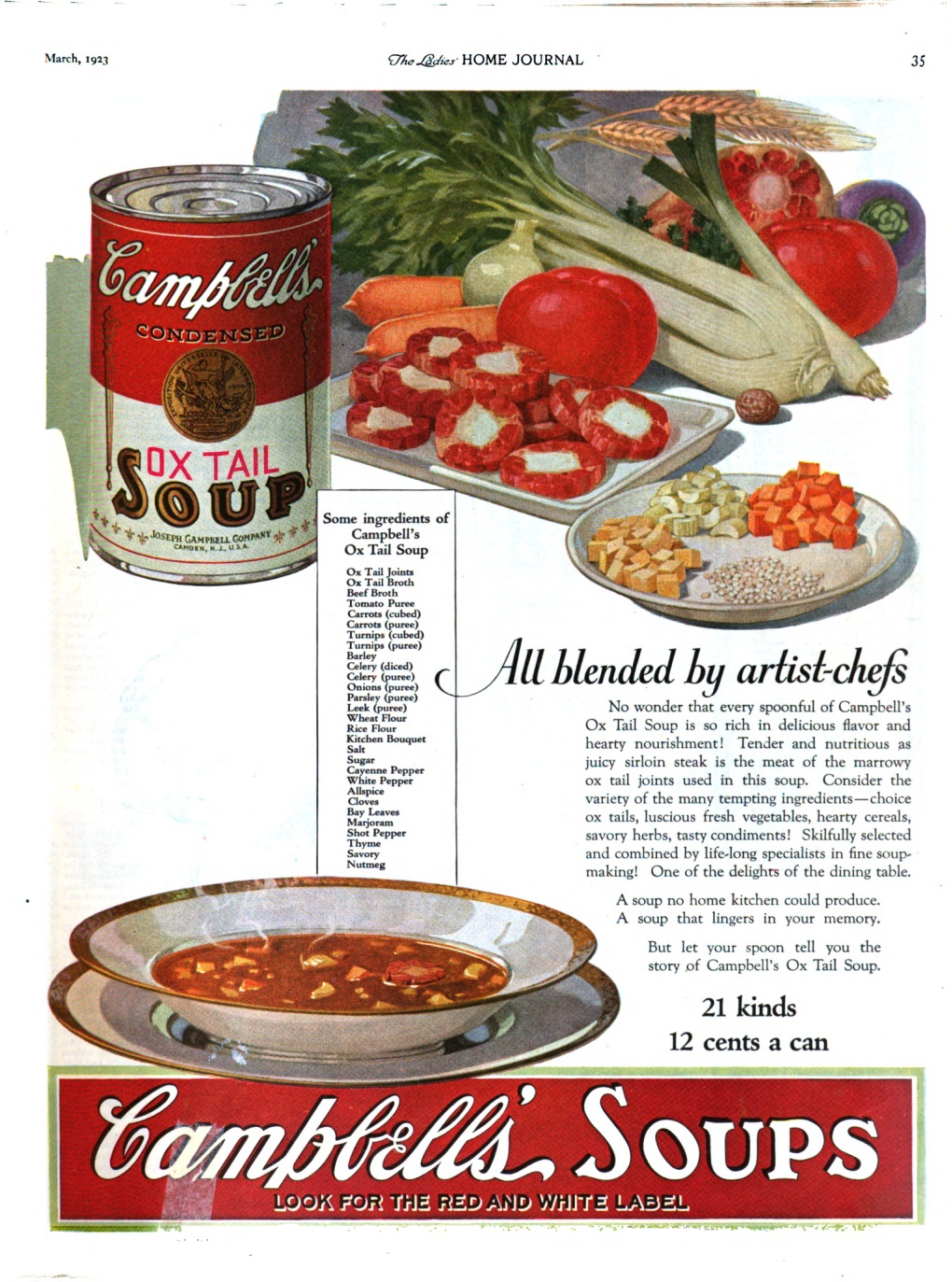
Реклама Campbell`s Soup 1923 года

Консервированный загущенный суп из бычьего хвоста раньше продавался компанией Campbell Soup.
«Бычий хвост» — популярный в Великобритании среди супов компании Heinz.
В Германии промышленно производимый суп из бычьего хвоста не обязательно должен содержать бычий хвост, что является следствием эпизоотии коровьего бешенства (с 1993 г.), так как позвоночник крупного рогатого скота был классифицирован как «материал особого риска».